# Sofia Kovalevskaia
Sofia Vasilievna Kovalevskaia (rusă Со́фья Васи́льевна Ковале́вская, n. 3/15 ianuarie 1850, Moscova, Imperiul Rus – d. 10 februarie 1891, Hedvig Eleonora parish⁠(d), comitatul Stockholm, Suedia) a fost prima mare matematiciană din Rusia și prima femeie din lume care a obținut un doctorat în matematici. Elevă și colaboratoare a lui Karl Weierstrass și Gustav Robert Kirchhoff, a devenit profesor universitar la Stockholm și a avut contribuții importante în domeniul ecuațiilor cu derivate parțiale, al integralelor abeliene și al mecanicii clasice.
Există mai multe variante de transliterare a numelui ei: Sophie Kowalevski (sau ocazional Kowalevsky), așa cum și-a semnat publicațiile academice, sau Sonja Kovalevsky după ce s-a mutat în Suedia.

## Biografie
Sofia Kovalevskaia s-a născut la Moscova, la 15 ianuarie 1850. Tatăl ei, Vasili Vasilievici Korvin-Krukovski era general-locotenent de artilerie în armata țaristă, iar mama sa, Elizaveta Fedorovna Schubert, era de origine germană.
Ei au cultivat interesul precoce al Sofiei pentru matematică și l-au angajat ca profesor particular pe A.N. Strannoliubski (un cunoscut promotor al dreptului la învățământ superior pentru femei), care i-a predat lecții de calcul diferențial și integral. În aceeași perioadă, Sofia a luat contact cu cercurile nihiliste din Moscova.
Cu tot talentul ei evident pentru matematică, nu și-a putut finaliza studiile în Rusia. În acea perioadă femeile nu aveau voie să studieze în universitățile din Rusia, iar pentru a studia în străinătate era nevoie de permisiunea scrisă de la tatăl (sau soțul) respectivei potențiale studente. Pentru a-și putea continua studiile în străinătate Sofia a trebuit să contracteze o căsătorie fictivă cu un student la biologie, Vladimir O. Kovalevski (nihilist și el, devenit ulterior celebru pentru colaborarea sa cu Charles Darwin). Cei doi soți au emigrat din Rusia în 1867, iar în 1869 Sofia Kovalevskaia s-a înscris la Universitatea din Heidelberg (Germania).
După doi ani de studii la Heidelberg, unde i-a avut ca profesori pe Hermann von Helmholtz, Gustav Kirchhoff și Robert Bunsen, Sofia Kovalevskaia s-a mutat la Berlin, unde a luat lecții particulare de la Karl Weierstrass (deoarece Universitatea din Berlin «Friedrich-Wilhelms-Universität» nu i-a permis să urmeze cursurile, rezervate doar bărbaților).
În perioada în care a studiat la Berlin cu Weierstrass, Sofia Kovalevskaia a elaborat trei lucrări științifice importante în domeniul matematicilor superioare. Mai întâi, în subdomeniul ecuațiilor cu derivate parțiale, a corectat și a îmbunătățit un rezultat al lui Cauchy, enunțând și demonstrând teorema cunoscută în prezent sub numele de teorema Cauchy-Kowalevski. Apoi a scris un memoriu despre integralele abeliene. Un al treilea studiu al ei a tratat forma inelelor planetei Saturn. Pentru aceste trei memorii ea a primit titlul de doctor summa cum laude la Universitatea din Göttingen în 1874, fiind prima femeie care a obținut acest titlu în Germania.

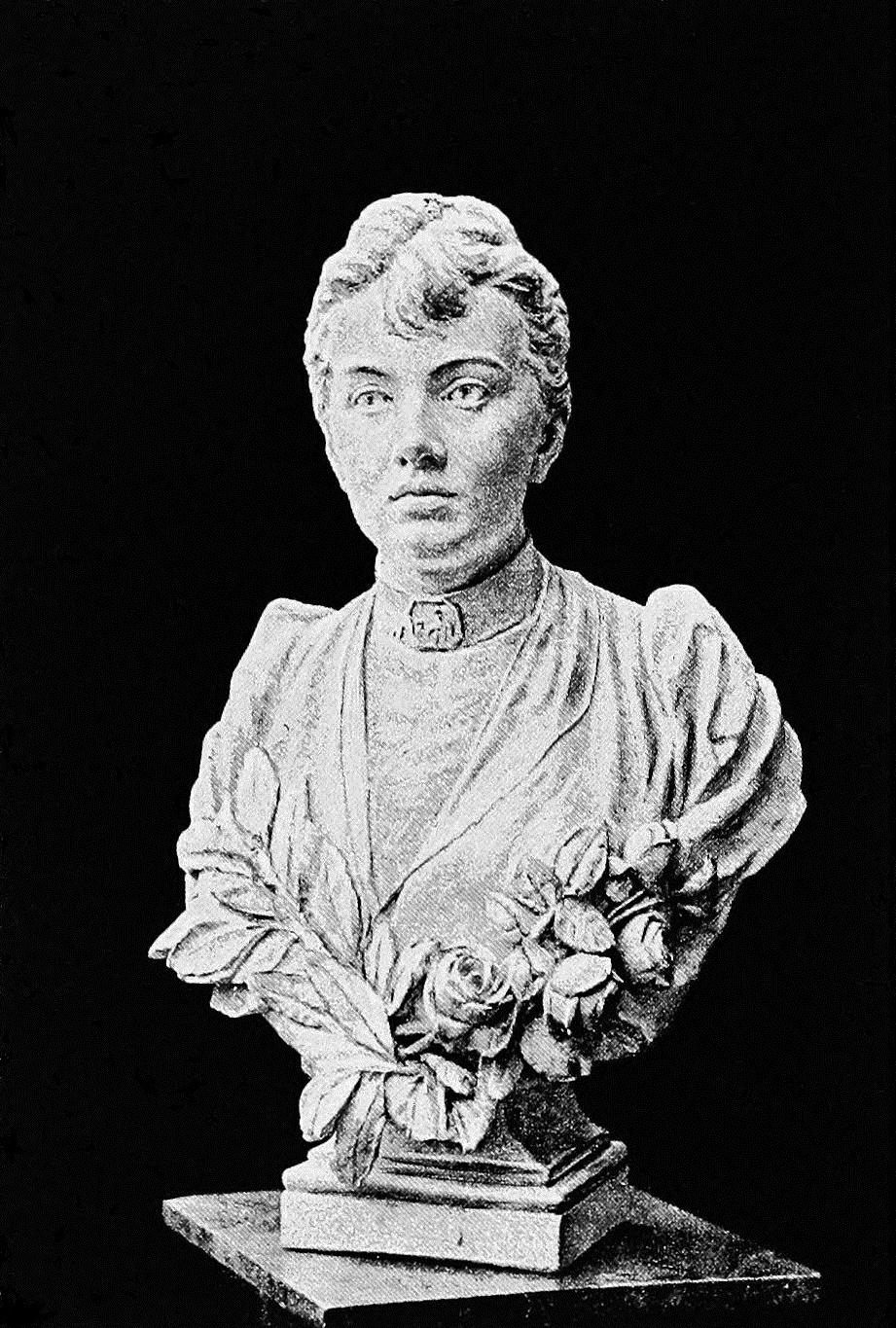
Sofia Kovalevskaia
Bust sculptat de Walter Runeberg

Soții Kovalevski s-au întors în Rusia, dar niciunul dintre ei nu a reușit să obțină o catedră în învățământul universitar, unul dintre motive fiind convingerile lor politice radicale (apartenența la mișcarea nihilistă), cuplul locuind în condiții materiale dificile. Descurajați, ei au hotărât să plece din nou în Germania. Acolo li se naște o fiică, numită Sofia, ca și mama ei. După un an dedicat creșterii fiicei ei, Sofia Kovalevskaia își încredințează copilul surorii ei mai mari și își reia munca în domeniul matematicilor. În 1883, confruntându-se cu posibilitatea de a fi judecat pentru rolul său într-o escrocherie, Vladimir Kovalevski se sinucide.
În 1884 Sofia Kovalevskaia a fost numită Privatdozent la Universitatea din Stockholm; această numire s-a datorat și influenței matematicianului suedez Gösta Mittag-Leffler, care o cunoștea din perioada în care fusese studenta lui Weierstrass. Acolo a publicat studii referitoare la rotația unui corp solid în jurul unui punct fix, rezolvând ecuațiile generale de mișcare pentru un nou caz particular. În același an a primit postul de „profesor extraordinar” (profesor fără catedră - titlu echivalent cu cel contemporan de „profesor asociat”) și a devenit editor al prestigioasei publicații științifice Acta Mathematica, fondată de Gösta Mittag-Leffler în 1882.
Sofia Kovalevskaia a primit în 1888 premiul Bordin al Academiei Franceze de Științe pentru lucrarea sa Mémoire sur un cas particulier du problème de le rotation d'un corps pesant autour d'un point fixe, où l'intégration s'effectue à l'aide des fonctions ultraelliptiques du temps. În următorul an, 1889, a devenit Professor Ordinarius (profesor titular) al Universității din Stockholm, fiind prima femeie profesor universitar din țările nord-europene.
A murit la 10 februarie 1891, în vârstă de numai 41 de ani, în urma unei pneumonii, după întoarcerea dintr-o călătorie pe care o făcuse la Genova. Sofia Kovalevskaia este înmormântată în cimitirul Norra begravningsplatsen din Solna, Suedia.

## Contribuții științifice
Printre cele mai importante contribuții științifice ale Sofiei Kovalevskaia se numără: 
- Studiul (în premieră) rotației unui corp asimetric în jurul unui punct fix.
- Contribuții la studierea ecuațiilor cu derivate parțiale, având ca punct de plecare lucrările lui Cauchy
- Dezvoltarea teoriei integralelor abeliene.
- Teorema Cauchy–Kowalevski⁠(de)[traduceți]

## Lucrări publicate
- Kowalevski, Sophie (1875), „Zur Theorie der partiellen Differentialgleichung”, Journal für die reine und angewandte Mathematik, 80: 1–32[nefuncțională]
 (Lucrarea a fost semnată cu numele Sophie von Kowalevsky.)
- Kowalevski, Sophie (1884), „Über die Reduction einer bestimmten Klasse Abel'scher Integrale 3ten Ranges auf elliptische Integrale”, Acta Mathematica, 4 (1): 393–414, doi:10.1007/BF02418424
- Kowalevski, Sophie (1885), „Über die Brechung des Lichtes In Cristallinischen Mitteln”, Acta Mathematica, 6 (1): 249–304, doi:10.1007/BF02400418
- Kowalevski, Sophie (1889), „Sur le probleme de la rotation d'un corps solide autour d'un point fixe”, Acta Mathematica, 12 (1): 177–232, doi:10.1007/BF02592182
- Kowalevski, Sophie (1890), „Sur une propriété du système d'équations différentielles qui définit la rotation d'un corps solide autour d'un point fixe”, Acta Mathematica, 14 (1): 81–93, doi:10.1007/BF02413316
- Kowalevski, Sophie (1891), „Sur un théorème de M. Bruns”, Acta Mathematica, 15 (1): 45–52, doi:10.1007/BF02392602